# Crotalaria craspedocarpa
Crotalaria craspedocarpa är en ärtväxtart som beskrevs av René Viguier. Crotalaria craspedocarpa ingår i släktet sunnhampor, och familjen ärtväxter. Inga underarter finns listade i Catalogue of Life.